# Elbląg (gmina wiejska)
Elbląg – gmina wiejska w województwie warmińsko-mazurskim, w powiecie elbląskim. W latach 1975–1998 gmina położona była w województwie elbląskim.
W skład gminy wchodzą 24 sołectwa: Adamowo, Cieplice, Czechowo, Dłużyna, Drużno, Gronowo Górne, Janowo, Kazimierzowo, Kępa Rybacka, Kępiny Wielkie, Komorowo Żuławskie, Myślęcin, Nowakowo, Nowina, Nowe Batorowo, Nowotki, Pilona, Przezmark, Raczki Elbląskie, Sierpin, Tropy Elbląskie, Weklice, Węzina, Władysławowo.
Siedziba gminy to Elbląg, który jest obecnie największym miastem z siedzibą gminy wiejskiej w Polsce.
Według danych Instytutu Geodezji i Kartografii, na jej terenie znajduje się najniżej położony punkt w Polsce. Występuje jako część wsi Raczki Elbląskie, której wysokość wynosi 1,8 m p.p.m.
Według danych z 30 czerwca 2004 gminę zamieszkiwało 6501 osób. Natomiast według danych z 31 grudnia 2019 roku gminę zamieszkiwało 7563 osób.

## Struktura powierzchni
Według danych z roku 2002 gmina Elbląg ma obszar 192,06 km², w tym:
- użytki rolne: 65%
- użytki leśne: 9%

Gmina stanowi 13,43% powierzchni powiatu.

## Hydrologia
Gmina leży na Żuławach Wiślanych w dorzeczu rzeki Elbląg, która ma rozgałęziony układ hydrograficzny. Na terenie gminy znajdują się rzeki: Elbląg, Kanał Jagielloński, Kanał Elbląski, Nogat, dolny odcinek Wąskiej, Elszka, Burzanka, Kowalewka, Cieplicówka, Fiszewka i Dąbrówka. Północną granicę gminy wyznacza linia brzegowa Zalewu Wiślanego, zaś północno-zachodnią Nogat.
W obrębie gminy znajduje się Jezioro Druzno, które jest bardzo cennym obszarem w skali kraju o wysokiej bioróżnorodności.

## Demografia

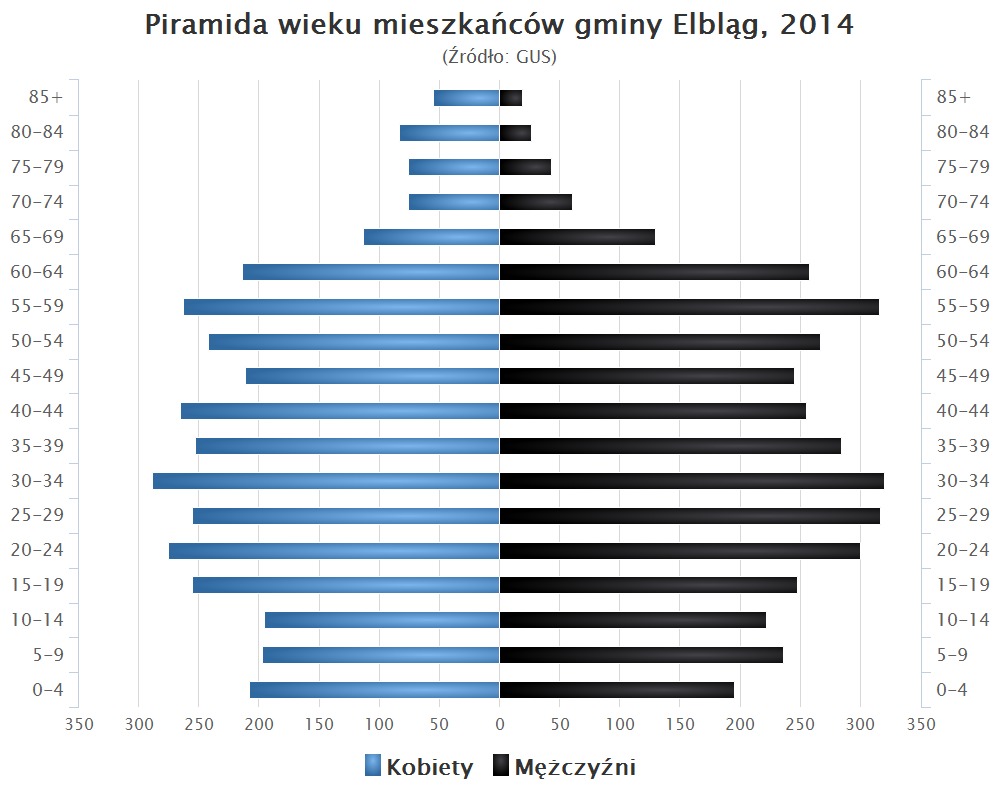
Piramida wieku mieszkańców gminy Elbląg w 2014 roku

Dane z 30 czerwca 2004:
| Opis                              | Ogółem | Ogółem | Kobiety | Kobiety | Mężczyźni | Mężczyźni |
| --------------------------------- | ------ | ------ | ------- | ------- | --------- | --------- |
| jednostka                         | osób   | %      | osób    | %       | osób      | %         |
| populacja                         | 6501   | 100    | 3203    | 49,3    | 3298      | 50,7      |
| gęstość zaludnienia (mieszk./km²) | 33,8   | 33,8   | 16,7    | 16,7    | 17,2      | 17,2      |

## Pozostałe miejscowości

### Samodzielne osiedla
Adamowo-Osiedle, Batorowo, Bielnik Drugi, Bielnik Pierwszy, Helenowo, Janów, Kazimierzowo, Lisów, Nowa Pilona, Nowy Dwór, Przezmark-Osiedle.

### Miejscowości bez statusu sołectwa
Bogaczewo, Chlewki, Dolna Kępa, Druzieńska Karczma, Jagodno, Józefowo, Karczowizna, Klepa, Nowakowo Trzecie, Nowe Pole, Pasieki, Rybaki, Ujście.

## Ochrona przyrody
W 2002 roku ze względu na bogactwo roślinne i bioróżnorodność jezioro Druzno zostało uznane międzynarodową formą ochrony i wpisane na listę ramsarską

### Parki Krajobrazowe
Na terenie gminy zlokalizowana jest część Parku Krajobrazowego Wysoczyzny Elbląskiej.

### Rezerwaty przyrody
Na obszarze gminy znajdują się następujące rezerwaty przyrody:
- Rezerwat przyrody Jezioro Drużno (częściowo)
- Rezerwat przyrody Ujście Nogatu
- Rezerwat przyrody Zatoka Elbląska (częściowo).

### Pomniki przyrody
Na terenie gminy znajdują się następujące pomniki przyrody:
| Nr  | Lokalizacja                                                     | Nazwa | Obwód przy powołaniu [cm]                 | Nr ew.                                                                                    | Rok powołania | Zdjęcie |
| 1.  | Janów, droga polna przy o ogrodzeniu dawnego PPGO Gronowo Górne | 4 dęby szypułkowe                                                                                            | od 400 do 450                             | 36/88-38/88                                                                               | 1988          |         |
| 2.  | Janów, park dworski                                             | 2 brzozy brodawkowate 3 buki zwyczajne choina kanadyjska dąb szypułkowy 3 graby pospolite 4 jesiony wyniosłe | 220 i 260 280-320 270 310 200-350 260-460 | 46/88-47/88 34/88, 43/88, 40/88 33/88 45/88 41/88, 42/8, 44/88 32/88, 39/88, 48/88, 49/88 | 1988          |         |
| 3.  | leśnictwo Jagodno oddz. 268o                                    | dąb szypułkowy                                                                                               | 445                                       | 103/92                                                                                    | 1992          |         |
| 4.  | leśnictwo Jagodno oddz. 282i                                    | 3 dęby szypułkowe                                                                                            | 358-497                                   | 66/92-68/92                                                                               | 1992          |         |
| 5.  | leśnictwo Jagodno oddz. 291c                                    | 3 dęby szypułkowe wierzba                                                                                    | 327-558 558                               | 81/92-83/92 91/92                                                                         | 1992          |         |
| 6.  | leśnictwo Jagodno oddz. 291d                                    | 3 buki zwyczajne 15 dębów szypułkowych                                                                       | 315-327 310-532                           | 84/92, 100/92, 102/92 85/92-90/92, 92/92-99/92, 101/92                                    | 1992          |         |
| 7.  | leśnictwo Jagodno oddz. 292d                                    | dąb szypułkowy                                                                                               | 415                                       | 69/92                                                                                     | 1992          |         |
| 8.  | leśnictwo Jagodno oddz. 292g                                    | 3 buki zwyczajne                                                                                             | 320-370                                   | 70/92-72/92                                                                               | 1992          |         |
| 9.  | leśnictwo Jagodno oddz. 296a                                    | 6 dębów szypułkowych                                                                                         | 338-730                                   | 78/92-80/92                                                                               | 1992          |         |
| 10. | leśnictwo Jagodno oddz. 296h                                    | 2 buki zwyczajne 3 dęby szypułkowe                                                                           | 320 i 340 370-540                         | 73/92-77/92                                                                               | 1992          |         |
| 11. | leśnictwo Jagodno oddz. 280 i 282                               | aleja 94 kasztanowców zwyczajnych                                                                            | 100-275                                   | 22/94                                                                                     | 1994          |         |
| 12. | leśnictwo Jagodno oddz. 282d                                    | dąb szypułkowy                                                                                               | 438                                       | 251/96                                                                                    | 1996          |         |
| 13. | Tropy Elbląskie cmentarz mennonicki                             | jesion wyniosły                                                                                              | 320                                       | 252/96                                                                                    | 1996          |         |
| 14. | Węzina 21                                                       | grab pospolity                                                                                               | 410                                       | 253/96                                                                                    | 1996          |         |
| 15. | Węzina 23                                                       | jesion wyniosły                                                                                              | 85                                        | 254/96                                                                                    | 1996          |         |
| 16. | Bogaczewo przy drodze do Weklic                                 | kasztanowiec zwyczajny                                                                                       | 330                                       | 1005                                                                                      | 2001          |         |
| 17. | Janów park dworski                                              | wielopienny skrzydłorzech kaukaski                                                                           | 128-300                                   | 1006                                                                                      | 2001          |         |
| 18. | leśnictwo Zalesie oddz. 411i                                    | 4 dęby szypułkowe                                                                                            | 290-485                                   | 1007-1010                                                                                 | 2001          |         |
| 19. | leśnictwo Zalesie oddz. 411k                                    | wielopienna lipa drobnolistna                                                                                | 91-146 razem 464                          | 1011                                                                                      | 2001          |         |
| 20. | leśnictwo Zalesie oddz. 411r nad Kowalewką                      | 4-pienna lipa drobnolistna                                                                                   | 200/200/200/130 razem 550                 | 1012                                                                                      | 2001          |         |

### Obszary NATURA 2000
W poszczególnych częściach gminy zlokalizowane są obszary Natura 2000:
- południowa Jezioro Drużno (PLH280028) SOO
- południowa Jezioro Drużno (PLB280013) OSO
- północna Zalew Wiślany i Mierzeja Wiślana (PLH280007) SOO
- północna Zalew Wiślany (PLB280010) OSO.

### Obszary Chronionego Krajobrazu
Na terenie gminy częściowo znajdują się:
- Obszar Chronionego Krajobrazu Jeziora Drużno południowa część gminy
- Obszar Chronionego Krajobrazu Rzeki Nogat północno-zachodnia część gminy.

## Sąsiednie gminy
Elbląg (miasto), Gronowo Elbląskie, Markusy, Milejewo, Nowy Dwór Gdański, Pasłęk, Rychliki, Tolkmicko